# Let Me Love You (chanson de Tamara Todevska, Vrčak et Adrijan Gaxha)
Chansons représentant la Macédoine du Nord au Concours Eurovision de la chanson
Mojot svet
(2007) Nešto što kje ostane
(2009)
Let Me Love You (en français Laisse-moi t'aimer) est la chanson représentant la Macédoine au Concours Eurovision de la chanson 2008 à Belgrade en Serbie. Elle est interprétée par Tamara, Vrčak et Adrian.

## Sélection
La chanson représentant la Macédoine au Concours Eurovision 2008 doit être la gagnante du concours Skopje Fest 2008 organisé par MKRTV. Le 12 janvier 2008, quinze chansons sont retenues parmi les 130 présentées ainsi que six autres de compositeurs invités par MKRTV. Le surlendemain, les six chansons des compositeurs invités sont retirées du concours en raison des réactions négatives des compositeurs des candidatures sélectionnées parmi les soumissions ouvertes. La finale a lieu le 23 février 2008. Une combinaison à moitié d'un télévote public et à moitié d'un jury choisit Vo ime na ljubovta interprétée par Tamara avec Vrčak & Adrian. La chanson ne sonne pas comme elle était censée le faire lors de la finale du Skopje Fest 2008, car le son de la piste d'accompagnement n'a pas été entendu dans la salle, ni dans l'émission télévisée. Apparemment, les organisateurs de Skopje Fest, ainsi que MKTV, ont expliqué qu'il y avait quelques difficultés techniques. Quoi qu'il en soit, la chanson remporte le concours.
La chanson est composée et écrite par Vrčak, qui a déjà eu l'expérience du concours Eurovision de la chanson, il est l'auteur de la chanson macédonienne au concours Eurovision de la chanson 2006, Ninanajna. Tamara a également une expérience antérieure de l'Eurovision, elle était choriste au Concours Eurovision de la chanson 2004 avec la chanson Life interprétée par Toše Proeski. Elle fut deuxième au Skopje Fest 2007 avec la chanson Kaži koj si ti. Adrian Gaxha fut finaliste du Skopje Fest 2006.
Six vidéoclips sont publiés pour chaque version de la chanson. Bien qu'assez similaires, les vidéoclips présentent les artistes chantant dans la langue respective. Le réalisateur des vidéos est Dejan Milicevic. Le lieu où les vidéos sont tournées est l'université FON. On tourne des scènes quotidiennes et nocturnes à l'extérieur et à l'intérieur de l'université. La vidéo présente beaucoup de jeunes qui dansent autour des artistes. Dans l'une des scènes, Vrčak et Adrian sont à moto avec de belles filles derrière eux. À la fin de la vidéo, Tamara, Vrčak et Adrian quittent l'université vêtus d'uniformes d'étudiants.
On décide plus tard de présenter au concours Eurovision la version anglophone.

## Eurovision
La chanson est d'abord présentée lors de la deuxième finale le jeudi 22 mai 2008. Elle est la dix-huitième et avant-dernière chanson de la soirée, suivant Femme Fatale interprétée par Evdokía Kadí pour Chypre et précédant Senhora do mar (Negras águas) interprétée par Vânia Fernandes pour le Portugal.
Le trio se produit avec un accompagnement chorégraphique. La chorégraphie est préparée par Adrian Gadza, avec l'aide d'un chorégraphe allemand.
À la fin des votes, la chanson obtient 64 points et finit à la dixième place sur dix-neuf participants. Seules les neuf premières chansons vont en finale ainsi qu'une chanson repêchée par les jurys qui choisissent Hero, interprétée par Charlotte Perrelli pour la Suède, arrivée 12e avec 54 points.

### Points attribués à la Macédoine
| 12 points          | 10 points            | 8 points | 7 points            | 6 points |
| ------------------ | -------------------- | -------- | ------------------- | -------- |
| - Croatie - Serbie | - Bulgarie           | - Suisse | - Albanie - Turquie |          |
| 5 points           | 4 points             | 3 points | 2 points            | 1 point  |
|                    | - République tchèque |          | - Danemark - Suède  |          |